# Athysanota flava
Athysanota flava är en fjärilsart som beskrevs av Holland 1920. Athysanota flava ingår i släktet Athysanota och familjen juvelvingar. Inga underarter finns listade i Catalogue of Life.